# Míria Kolling
Irmã Míria Therezinha Kolling ICM (Dois Irmãos, 28 de maio de 1939 — São Paulo, 5 de maio de 2017) foi uma religiosa da Congregação das Irmãs do Imaculado Coração de Maria, cantora e compositora de música sacra.

## Biografia
Nascida em Dois Irmãos, Rio Grande do Sul, desde pequena mostrou interesse pela música. Formou-se professora pelo Instituto de Educação "Padre Anchieta", em São Paulo. Posteriormente mudou-se para Santos, onde cursou Pedagogia na Faculdade de Filosofia, Ciências e Letras de Santos (licenciatura plena) e Música (bacharelado em instrumento: piano) na Faculdade de Música de Santos.
Em 1960 ingressou na Congregação das Irmãs do Imaculado Coração de Maria. A partir de 1968 participou de vários Cursos de Canto Pastoral, o que lhe serviu de base para iniciar suas primeiras composições de música litúrgica. Em 1981 participou em São Paulo do Simpósio Internacional de Música Sacra e Cultura Brasileira; os contatos realizados no simpósio lhe abriram as portas para uma bolsa de estudos na Europa (Alemanha e Áustria), onde aprimorou seus conhecimentos de composição em música sacra nos anos de 1983 e 1984.
Em 1986 foi cofundadora da Academia Feminina de Ciências, Letras e Artes de Santos (AFCLAS), na qual era titular da Cadeira nº 29. Em 1989 mudou-se para São Paulo, cidade em que estudou técnica vocal e canto com os professores Adélia Issa e Caio Ferraz.
Morreu em 5 de maio de 2017, aos 77 anos, no Hospital Santa Virgínia, em São Paulo, onde estava internada havia mais de vinte dias, após sofrer um infarto. Miria foi submetida a uma angioplastia, mas não resistiu ao procedimento e veio a falecer. Uma missa de corpo presente foi realizada no dia 7 de maio, na Paróquia São José do Belém, e no mesmo dia foi sepultada no Cemitério Santíssima Trindade.

## Discografia
Irmã Míria foi uma prolífica compositora, tendo publicado mais de 600 obras, entre missas, catequese e hinos diversos, que deram origem a mais de 50 álbuns de música. A "Missa da Amizade", composta em 1970, é considerada sua obra prima. Uma lista dos principais álbuns pode ser vista em seu site.

## Premiações e reconhecimento
- Em maio de 2009, recebeu da Rede Século 21 o Troféu Louvemos o Senhor 2009 — Melhor Compositor(a), com o álbum Abre-Te, ó Céu!.[5]
- Em maio de 2012, recebeu da Rede Século 21 o Troféu Louvemos o Senhor 2012 — Mérito Especial, pelo conjunto de sua obra como compositora sacra.[5]
- Em 27 de março de 2014, em cerimônia solene, recebeu em São Paulo o título de Membro Honorário da Força Aérea Brasileira, pela composição do Hino a Nossa Senhora de Loreto, padroeira dos Aviadores.